# Иливјеска
Иливјеска (фин. Ylivieska, швед. Ylivieska) је значајан град у Финској, у северном делу државе. Иливјеска је трећи по величини и значају град округа Северна Остроботнија, где град са окружењем чини истоимену општину Иливјеска

## Географија
Град Рахе се налази у северном делу Финске. Од главног града државе, Хелсинкија, град је удаљен 510 км северно.
Рељеф: Иливјеска се сместила у унутрашњости Скандинавије, у историјској области Остроботнија. Подручје града је равничарско до брежуљкасто, а надморска висина се креће око 55 м.
Клима у Иливјески је оштра континентална на прелазу ка субполарној клими. Стога су зиме оштре и дуге, а лета свежа.
Воде: Иливјеска се развила на реци Калајоки, која дели град на северни и јужни део.

## Историја
Иливјеска је добила права трговишта 1867. године. 
Последњих пар деценија град се брзо развио у савремено градско насеље.

## Становништво
Према процени из 2012. године на градском подручју Иливјеске је живело 11.721 становника, док је број становника општине био 14.307.
| 1980. | 1990. | 2000.  | 2012.  |
| ----- | ----- | ------ | ------ |
| 7.208 | 9.053 | 10.508 | 11.721 |

Етнички и језички састав: Иливјеска је одувек била претежно насељена Финцима. Последњих деценија, са јачањем усељавања у Финску, становништво града је постало шароликије. По последњим подацима преовлађују Финци (99,2%), присутни су и у веома малом броју Швеђани (0,2%), док су остало усељеници.